# 大塚公園 (豊中市)
大塚公園（おおつかこうえん）は、大阪府豊中市に位置する都市公園（街区公園）である。史跡公園として整備されており、豊中市が運営を行っている。
元々この地には桜塚古墳群最大の円墳（大塚古墳）があり、昭和10年代の区画整理事業によって近隣の狐塚古墳および北天平塚古墳は破壊・消滅したが、大塚古墳は公園として整備され、保存された。公園としては1952年（昭和27年）5月に開園した。1990年（平成2年）に史跡公園としてリニューアルされた。